# Hohenthann (Bawaria)
Hohenthann – miejscowość i gmina w Niemczech, w kraju związkowym Bawaria, w rejencji Dolna Bawaria, w regionie Landshut, w powiecie Landshut. Leży około 15 km na północ od Landshut.

## Demografia
| Rok  | Liczba mieszk. |
| ---- | -------------- |
| 1970 | 2 681          |
| 1987 | 2 661          |
| 2000 | 3 591          |
| 2004 | 3 909          |

## Oświata
(na 1999)

W gminie znajdują się dwa przedszkola oraz szkoła podstawowa (18 nauczycieli, 290 uczniów).